# Конгрес США
Конгре́с США — федеральний законодавчий орган Сполучених Штатів Америки, що складається з двох палат:
- Палати представників (435 депутатів, яких обирають на термін 2 роки)
- Сенату (100 сенаторів, два від кожного штату, яких обирають на 6 років, третину переобирають кожні два роки).

Як сенаторів, так і представників обирають прямим народним голосуванням за мажоритарною системою (точніше, за значно складнішою системою відкритих списків). Конгрес працює у Вашингтоні в будинку Капітолія. Законодавчий акт, ухвалений у Конгресі, називається «білль».

## Структура Конгресу
Кожна палата Конгресу має внутрішню розгалужену систему допоміжних органів, які покликані сприяти виконанню конституційних повноважень: голови палат, комітети, партійні фракції, адміністративно-технічні служби.
Головою Палати представників є спікер, формально обраний палатою. Його обрання визначене заздалегідь, оскільки він є представником партійної фракції більшості в Палаті. Спікер Палати представників — «третя» посадова особа в державі. Він є другим у лінії наступності президентських повноважень після віцепрезидента. У Сенаті головує за посадовим становищем віцепрезидент. У разі його відсутності обирається тимчасовий голова від партійної фракції більшості.
Важливу роль у діяльності Конгресу виконують комітети: об'єднані, комітети всієї палати, спеціальні, погоджувальні, постійні. Об'єднані комітети включають членів обох палат Конгресу (економічний, з оподаткування, з бібліотеки Конгресу) і координують діяльність палат Конгресу в певній сфері. Комітет усієї палати — це засідання палати у повному складі, що виступає як комітет, щоб прискорити проходження будь-якого законопроєкту. При цьому обговорення питання проходить за регламентною процедурою комітету. Спеціальні комітети мають тимчасовий характер. Їх створюють для вирішення конкретного питання. Погоджувальні комітети створюють обидві палати в разі виникнення розбіжностей між ними з певного питання.
Вирішальна роль у законодавчій діяльності Конгресу належить постійним комітетам палат. У Палаті представників створено 22 постійні комітети. У Сенаті працює 16 постійних комітетів. Постійні комітети визначають долю кожного законопроєкту. Практика свідчить, що 90 % законопроєктів, схвалених постійними комітетами, приймається палатами без поправок[джерело?].
Компетенцію Конгресу США встановлено Конституцією в розділах 8 і 9 ст. 1, а також визначено 16-ю поправкою.
Вони можуть бути представлені за дещо спрощеною схемою: 1) прийняття законодавства; 2) бюджет і фінанси; 3) формування апарату виконавчої і судової влади; 4) контроль за діяльністю урядового апарату; 5) здійснення квазісудових функцій; 6) регулювання міжурядових відносин. До цього переліку слід додати функції, які не відображені в Конституції, але багато в чому визначають роль Конгресу. До таких неконституційних функцій можуть бути віднесені представництво партій, соціальних прошарків і груп, громадських і професійних організацій; участь у формуванні громадської думки; визначення політичної лінії розвитку тощо.
Законодавчі акти Конгресу США називаються біллями. Білль — законопроєкт, прийнятий в однаковій редакції обома палатами, після схвалення президентом або подолання його вето білль стає законом (актом, статутом). Прийняття в США нормативних актів вищої юридичної сили у вигляді біллів є своєрідною даниною англійській традиції. Ці документи поділяються на публічні й приватні. Перші є актами загальної дії, другі — актами індивідуального застосування або локальної дії.
Слід зазначити, що в рамках американської моделі системи поділу влади законодавчий процес жорстко залежить від президента. Глава держави тією або іншою мірою ініціює близько 30 % законопроєктів, щорічні послання президента визначають принципові напрями законотворчості.
Фінансові повноваження Конгресу полягають у праві встановлювати і стягувати податки, мита, податі й акцизні збори однаково на всій території США, сплачувати борги, робити позики, карбувати монету, регулювати вартість валюти США, встановлювати покарання за підробку державних цінних паперів і монет. Разом із тим підготовку проєкту бюджету повністю зосереджено в руках виконавчої влади. Проте, розглядаючи бюджет у палатах, конгресмени мають право значно коригувати запрошувані суми асигнувань.
У Сполучених Штатах існує оригінальний інститут імпаундмент. Він полягає у відмові президента витрачати гроші, виділені згідно із законом Конгресом. Законодавче регулювання подібної ситуації було визначене лише 1974 р. Відповідно до закону президент у разі бюджетного конфлікту зобов'язаний звернутися до Конгресу зі спеціальним посланням, у якому дається пояснення причин, що викликали відмову від використання або припинення витрачання асигнованих коштів. Подолати «саботаж» президента Конгрес може, прийнявши білль, який санкціонує асигнування.
Повноваження в галузі економіки і торгівлі включають прерогативи приймати одноманітні закони з питань про банкрутство, регулювати торгівлю з іноземними державами і між окремими штатами.
Військові повноваження означають право оголошувати війну, формувати і забезпечувати армію, створювати й утримувати військово-морський флот. Є декілька випадків, коли президенти використовували збройні сили за кордоном без оголошення Конгресом війни. Навіть якщо такі акції означали грубе нехтування міжнародного права і прав людини, але обіцяли або створювали високу підтримку громадськості усередині країни, вони без коливань вдавалися до військової сили, ігноруючи світову громадську думку, і виправдовували такі дії національними інтересами. Так було у В'єтнамі, коли заявила про себе ніксонівська «мовчазна більшість», і в результаті президент затягнув американську участь у війні ще на декілька років; так було на Гренаді та під час бомбардування Лівії, так було в Панамі.
Крім того, Конгресу належать повноваження, що стосуються регулювання порядку набуття громадянства США, установи федеральних судів.
Цей перелік не є вичерпним. Адже, визначивши повноваження, творці Конституції записали, що «Конгрес має право… видавати всі закони, які будуть необхідні і доречні» для реалізації цих повноважень. Зазначене конституційне положення дає можливість Конгресу розширювати свою компетенцію.
Разом із тим Конституція встановила для Конгресу низку заборон: не присвоювати дворянські титули, не порушувати процесуальних прав громадян, не обкладати податком або митом товари, що вивозяться зі штату, не видавати грошей з казначейства інакше, як на основі закону.
Донедавна Конгрес володів так званим «законодавчим вето». За допомогою його Конгрес міг анулювати або припинити дії актів виконавчої влади, приймаючи як резолюції обох або однієї з палат. Проте в 1983 р. Верховний суд США визнав його застосування неконституційним, анулювавши положення майже 200 законодавчих актів Конгресу і позбавивши останнього дієвої форми контролю.
Компетенція палат Конгресу не є однаковою. Лише до Палати представників можуть вноситися фінансові законопроєкти. Вона формулює також звинувачення у порядку імпічменту щодо президента та інших вищих посадовців, обирає президента у випадку, якщо жоден кандидат не одержить абсолютної більшості голосів виборців. Верхня палата також наділена виключними повноваженнями. Лише Сенат має право ратифікувати міжнародні договори, затверджувати призначення на вищі посади в державі, здійснювані президентом, вирішувати питання про винність посадовця у порядку імпічменту, обирати віцепрезидента, якщо жоден кандидат не одержить абсолютної більшості голосів виборців. Сенат розглядається як орган, що представляє інтереси штатів і забезпечує спадкоємність державної влади, для цього Сенат оновлюється частинами.
Конгрес реалізує свої повноваження шляхом прийняття законів і резолюцій. Законодавчий процес у Конгресі США реалізується, як і в багатьох інших державах, у таких стадіях: внесення законопроєкту, обговорення і прийняття. Право внесення законопроєкту мають лише члени палат. Причому законопроєкти, як правило, вносяться одночасно представниками і сенаторами. Практично законодавча ініціатива членів Конгресу багато в чому визначається посланнями президента, у яких прямо вказується, які закони слід прийняти. Обговорення проходить у трьох читаннях. Перше читання є формальним: законопроєкт реєструється, інформуються члени палат, і законопроєкт направляється в постійні комітети. Під час другого читання вносяться поправки. У третьому читанні відбувається обговорення законопроєкту з внесеними поправками, внесення поправок (окрім редакційних) у третьому читанні не допускається. Після цього законопроєкт виносять на голосування. Третя стадія — ухвалення законопроєкту. Після прийняття закону в кожній палаті його направляють на затвердження президенту.
У разі виникнення розбіжностей між палатами за яким-небудь законопроєктом із членів обох палат на паритетних засадах створюють погоджувальний комітет. Текст законопроєкту, схвалений погоджувальним комітетом, палати змінити не можуть. Проте якщо палати знову виявлять незгоду, то створюється новий погоджувальний комітет або законопроєкт вважатиметься знехтуваним.
Палати американського Конгресу є рівноправними у законотворчості: усі закони приймаються за згодою обох палат.

## Місцерозташування
Будинок Конгресу США називається Капітолієм, тому що розташований на Капітолійському пагорбі в центрі столиці США місті Вашингтон.

## Конгрес
Конгрес США складається з двох палат — Палати представників і Сенату, він обирається на основі загальних рівних і прямих виборів таємним голосуванням.
Палата представників є органом загальнонаціонального представництва. Палата представників у складі 435 депутатів обирається терміном на два роки в перший вівторок після першого понеділка листопада кожного парного року в одномандатних округах. Між штатами депутатські місця розподіляються пропорційно до чисельності населення. Перерозподіл місць здійснюється раз на десять років за підсумками перепису населення. Виборчі округи у виборах до Палати представників повинні мати рівну, по можливості, кількість населення.
Нині квота представництва становить 520 тис. осіб. Найбільше представництво мають штати Каліфорнія (52), Нью-Йорк (26), Техас (38), Пенсільванія (17), Флорида (28) та Іллінойс (17). Ряд штатів — Аляска, Вермонт, Вайомінг, Делавер, Південна і Північна Дакота — мають по одному представнику. Це мінімальна норма представництва за Конституцією.
Крім повноправних членів до палати обираються по одному делегату від Федерального округу Колумбія, о-ва Гуам, Віргінських о-вів, Східного Самоа і Пуерто-Рико. Вони мають право брати участь у роботі палати та комітетів, але позбавлені права голосу.
Членом Палати представників може бути обрана особа, яка досягла 25 років, що є громадянином США не менше семи років та є жителем штату, який представляє.
Сенат є органом представництва штатів і складається зі 100 сенаторів: кожен штат обирає по два сенатори строком на 6 років одночасно з Палатою представників. Проте Сенат оновлюється на 1/3 кожні два роки. Сенатором може бути вибрана особа, що є громадянином США не менше дев'яти років, досягла 30 років і проживає в штаті, від якого обирається.